# TriStar Pictures
TriStar Pictures Inc. (do 1991 roku Tri-Star) – jednostka zależna amerykańskiej wytwórni filmowej Columbia Pictures. Jest dalszym oddziałem Columbia TriStar Motion Picture Group, której właścicielem jest koncern Sony Pictures Entertainment. Wytwórnia powstała w 1982 roku.

## Historia
Pojęcie TriStar powstało w 1982 roku, kiedy Columbia (wtedy jednostka zależna Coca-Coli), HBO i CBS zdecydowały się dzielić stale rosnącymi kosztami produkcji filmów. Ich pierwszym filmem był The Natural z 1984 roku, a drugim nowa wersja filmu Metro-Goldwyn-Mayer z 1960 roku Gdzie chłopcy są.
CBS wycofała się z tego przedsięwzięcia w 1984 roku, chociaż wciąż zajmowała się dystrybucją niektórych filmów TriStar do 1992. W kwietniu 1987, Tri-Star wszedł do przemysłu telewizyjnego jako TriStar Television. W grudniu 1987 roku Tri-Star zaryzykował i Columbia Pictures połączyła Columbię i Tri-Star w Columbia Pictures Entertainment Inc., zostawiając również Columbia/Tri-Star. Oba przedsiębiorstwa kontynuowały produkcję i zajmowały się dystrybucją filmów pod oddzielnymi szyldami.